# Тігальда (острів)
Острів Тігальда (алеут. Qigalĝan) — один з островів Креніцина, підгрупи Лисячих островів у східній частині Алеутських островів, Аляска. Тігальда знаходиться приблизно 31 км на схід від острова Акутан. Довжина острова складає 19 км і має площу близько 91 км2. Тігальда — алеутська назва, опубліковане капітаном Лютке (1836). Капітан-поручик Креніцин і поручик Левашев (1768) називали його «Кагалга». Затока Тігальда (алеут. Udaĝax̂) розташована на північній стороні Тігальди. Отець Веніамінов (1840) повідомив про існування алеутського села, яке він назвав «Тигальдинское» (алеут. Qagalĝa), з 91 особи в 1833 році.